# ケー・シー・シー商会
株式会社 ケー・シー・シー・商会（ケーシーシーしょうかい、K.C.C. SHOKAI LIMITED.）は、兵庫県神戸市西区に本社を置くLED表示装置等の表示視覚システム等の企画・開発・販売をおこなう企業である。

## 会社概要
国内の各都道府県警察や道路公団、各種公共交通機関の案内表示・監視・運行システムなどの企画から開発までをおこなう。また各種表示灯や各種配線表示材、その他部品などの製造もおこなっている。
近年では屋外向けLED表示板ならびに、3D方式のCADデータを汎用のプロジェクターを利用して映像表示する視覚映像システムのウェートが高くなってきている。
主に視覚分野での製品が多くを占めており、情報表示システムのパイオニアとして業界での知名度は高く、シェアも高い。また海外の企業との業務提携も盛んな企業として知られている。